# Hakasjön
Hakasjön är en sjö i Falkenbergs kommun i Halland och ingår i Ätrans huvudavrinningsområde. Sjön avvattnas av vattendraget Hjärtaredån. Sjöns area är 0,1138 kvadratkilometer och den är belägen 84,4 meter över havet.

## Delavrinningsområde
Hakasjön ingår i det delavrinningsområde (635191-131237) som SMHI kallar för Inloppet i Barken. Medelhöjden är 151 meter över havet och ytan är 31,45 kvadratkilometer. Det finns ett avrinningsområde uppströms, och räknas det in blir den ackumulerade arean 40,82 kvadratkilometer. Hjärtaredån som avvattnar avrinningsområdet har biflödesordning 3, vilket innebär att vattnet flödar genom totalt 3 vattendrag innan det når havet efter 57 kilometer. Avrinningsområdet består mestadels av skog (73 procent). Avrinningsområdet har 1,21 kvadratkilometer vattenytor vilket ger det en sjöprocent på 3,9 procent.